# سیلویس (ایلینوی)
سیلویس، ایلینوی (به انگلیسی: Silvis, Illinois) یک شهر در ایالات متحده آمریکا با جمعیت ۷٬۴۷۹ نفر است که در ایلی‌نوی واقع شده‌است.

## موقعیت جغرافیایی
موقعیت جغرافیایی شهرها و مناطق اطراف به شرح زیر است: